# Gigliola Francesca Berloffa Vielma
Gigliola Francesca Berloffa Vielma est une défenseure internationale chilienne de rink hockey. 

## Palmarès
En 2016, elle participe au championnat du monde.